# Папуга-червоногуз білолобий
Папу́га-червоногу́з білолобий (Pionus senilis) — вид папугоподібних птахів родини папугових (Psittacidae). Мешкає в Мексиці і Центральній Америці.

## Опис

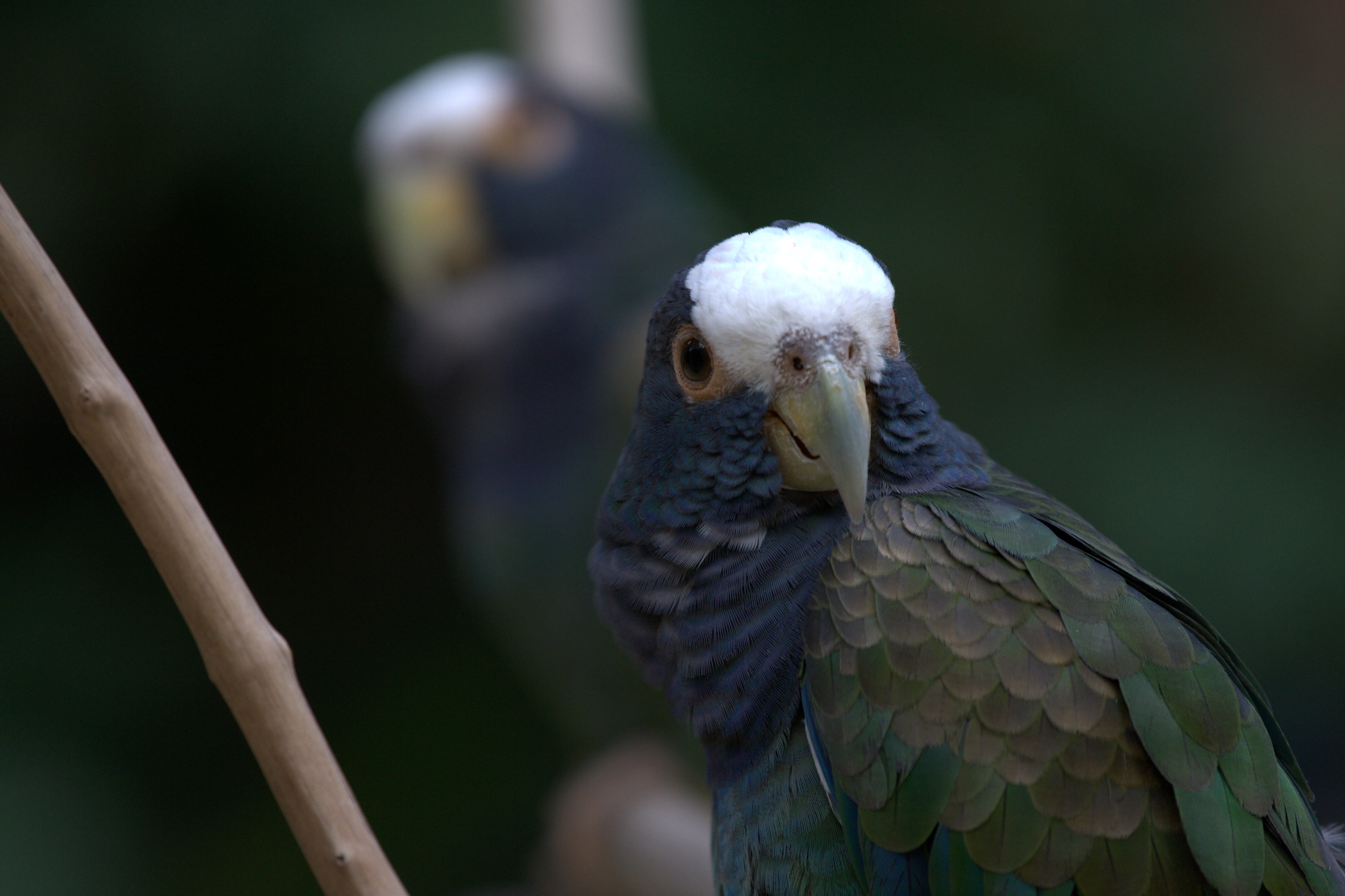
Білолобий папуга-червоногуз

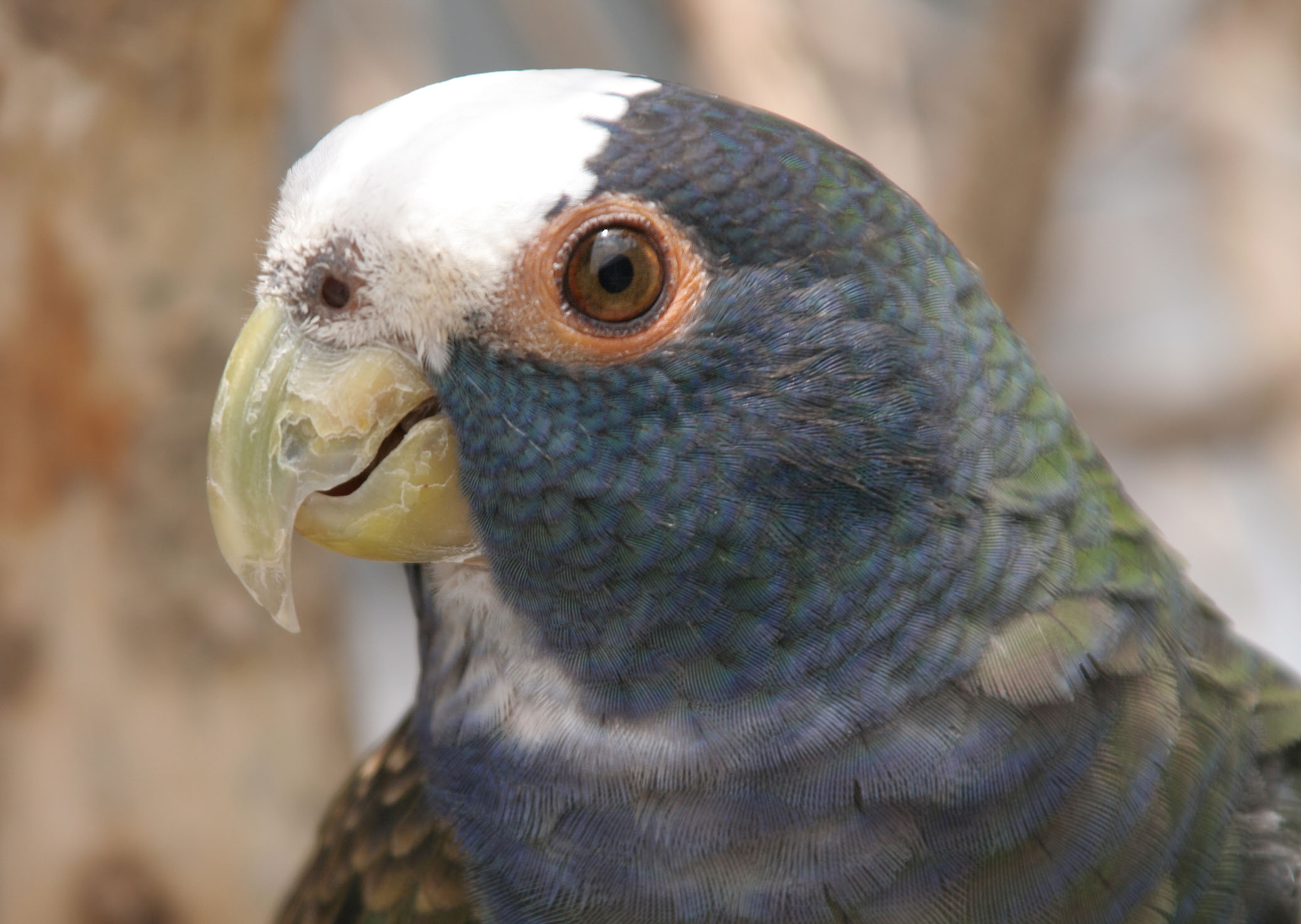
Білолобий папуга-червоногуз

Довжина птаха становить 24 см, вага 193-229 г. Забарвлення переважно зелене, нижня частина тіла блідіша, більш жовтувата. Лоб і тім'я білі, на підбордді і горлі є біла пляма. пера на голові зелені з широкими синіми краями, скроні темно-сині. Груди оливково-коричневі, пера на них мають фіолетово-сині краї, жиивіт більш зелений. Спина має коричнюватий відтінок. Першорядні махові пера сині, решта зелені, нижні покривні пера крил синьо-зелені. Хвіст зверху зелений, знизу червоний, крайні стернові пера сині, біля основи червоні. Нижні покривні пера хвоста червоні, стернові пера знизу червоні з жовтувато-зеленими краями і синіми кінчиками. Очі карі, навколо очей широкі рожевувато-білі кільця голої шкіри. Дзьоб зеленувато-жовтий, зверху сірий, лапи рожевуваті. Виду не притаманний статевий диморфізм. У молодих птахів голова, задня частина шиї і груди зелені, а тім'я і щоки світло-жовтуваті.

## Поширення і екологія
Білолобі папуги-червоногузи мешкають на сході і південному сході Мексиці (на південь від південного Тамауліпас і східного Сан-Луїс-Потосі), на півночі Гватемали, в Белізі, на півночі і сході Гондурасу, на сході Нікарагуа, в Коста-Риці і західній Панамі. Вони живуть у вологих тропічних лісах, на узліссях і галявинах, в заростях на берегах річок і в лісистих саванах. Зустрічаються зграйками, які іноді можуть нараховувати до 100 птахів, на висоті до 1600 м над рівнем моря. Ведуть прихований спосіб життя, ховаючись в кронах дерев. Живляться насінням, горіхами і плодами. Інкубаційний період триває з січня по квітень. Білолобі папуги-червоногузи гніздяться в дуплах дерев. В кладці від 3 до 6 яєць. Інкубаційний період триває 27 днів, пташенята покидають гніздо через 9 тижнів після вилуплення.